# Liste der Baudenkmäler in Arnstorf
Auf dieser Seite sind die Baudenkmäler in dem niederbayerischen Markt Arnstorf zusammengestellt. Diese Tabelle ist eine Teilliste der Liste der Baudenkmäler in Bayern. Grundlage ist die Bayerische Denkmalliste, die auf Basis des Bayerischen Denkmalschutzgesetzes vom 1. Oktober 1973 erstmals erstellt wurde und seither durch das Bayerische Landesamt für Denkmalpflege geführt wird. Die folgenden Angaben ersetzen nicht die rechtsverbindliche Auskunft der Denkmalschutzbehörde.

## Ensembles

### Ensemble Oberes Schloss Arnstorf
Das Ensemble umfasst das Obere Schloss in Arnstorf mit den zugehörigen Nebengebäuden sowie die umgebenden Grün- und Wasserflächen.
Das Obere Schloss liegt westseitig vom Markt abgerückt und ist mit Mauer und Tor abgegrenzt. Der Mauer gegenüber liegen der ehemalige Jagdstadel und ein Gasthaus aus dem 18. Jahrhundert. Nordwestlich schließt die Kollbach den Schlossbereich ab. An dem Bach steht die ehemalige Hofmühle aus dem 17. Jahrhundert Im südlichen Bereich liegt die Brauerei; der östlich vorgelagerte Wirtschaftshof wich im 19. Jahrhundert einer Vorfahrt und der Gartenanlage.
Die Geschichte des Schlosses ist eng mit den Reichsfreiherren von Closen verknüpft, die wahrscheinlich aus dem Geschlecht von Mühlberg abstammen. 1253 erschien „Wernhardus Closner“ in einer schriftlichen Quelle. 1614 wurde der Besitz auf zwei Erben aufgeteilt, wobei das Obere Schloss zunächst in den Besitz beider Brüder verblieb, 1636 ging es allein an Wolf Jacob von Closen. Durch Heirat ging es im 19. Jahrhundert in den Besitz der Grafen Deym über.
Das Obere Schloss ist eine spätgotische, von Wasser umgebene Anlage; noch heute ist zu drei Seiten der Wassergraben erhalten. Der Vierflügelbau mit Arkadengang im Erdgeschoss stammt aus dem 16. und 17. Jahrhundert. Im Nordostflügel befindet sich die katholische Schlosskapelle St. Katharina. Bei der Gütertrennung verblieb die Hofmühle beim oberen Anteil, ebenso das Brauhaus. Bis heute bildet der Schlossbezirk eine geschlossene bauliche und funktionale Einheit.
Aktennummer: E-2-77-111-1

## Baudenkmäler nach Ortsteilen

### Arnstorf
| Lage                                                         | Objekt                                               | Beschreibung | Akten-Nr.               | Bild                                                 |
| ------------------------------------------------------------ | ---------------------------------------------------- | --- | ----------------------- | ---------------------------------------------------- |
| Bahnhofstraße 26 (Standort)                                  | Ehemaliges Bahnhofempfangsgebäude                    | Dreigeschossiger Halbwalmdachbau mit Schweifgiebelrisalit und Treppenturm, 1903 | D-2-77-111-138 Wikidata | Ehemaliges Bahnhofempfangsgebäude                    |
| Eggenfeldener Straße 14 (Standort)                           | Katholischer Pfarrhof                                | Zweigeschossiger, giebelständiger Satteldachbau mit Barockportal, bezeichnet „1668“ Gemauerte Einfriedung | D-2-77-111-3 Wikidata   | Katholischer Pfarrhof                                |
| Eggenfeldener Straße 15 (Standort)                           | Wohnhaus                                             | Zweigeschossig, teils massiv, teils Blockbau, flachgeneigtes Frackdach, Schauseite verschindelt, erste Hälfte 19. Jahrhundert | D-2-77-111-4 Wikidata   | Wohnhaus                                             |
| Eggenfeldener Straße 17 (Standort)                           | Gasthaus                                             | Zweigeschossiger und verputzter Massivbau, mit geschweiftem Knickgiebel, um 1800 | D-2-77-111-5 Wikidata   | Gasthaus                                             |
| Hofmühlweg 2 (Standort)                                      | Ehemalige Hofmühle                                   | Wassermühle an Mühlteich mit Wehr, zweigeschossiger Massivbau mit Krüppelwalmdach, zweite Hälfte 17. Jahrhundert | D-2-77-111-8 Wikidata   | weitere Bilder                                       |
| Kirchenstraße 16 (Standort)                                  | Wohnhaus                                             | Zweigeschossiger Flachsatteldachbau mit verputztem Blockbau-Obergeschoss, erste Hälfte 19. Jahrhundert | D-2-77-111-11 Wikidata  | Wohnhaus                                             |
| Lehmhäuserstraße 1/Maria-Ward-Weg (Standort)                 | Kriegergedächtnisstätte                              | Obelisk aus Sandstein auf Sockel mit Inschrifttafel, zweite Hälfte 19. Jahrhundert | D-2-77-111-30 Wikidata  | Kriegergedächtnisstätte                              |
| Lehmhäuserstraße 1 (Standort)                                | Wohnhaus, ehemaliges Handwerkeranwesen               | Zweigeschossiger Massivbau mit holzverschaltem Giebel und flach geneigtem Satteldach, erbaut 1782 | D-2-77-111-139 Wikidata | Wohnhaus, ehemaliges Handwerkeranwesen               |
| Mariakirchener Straße 14 (Standort)                          | Wohnhaus                                             | Zweigeschossig mit Halbwalmdach, polygonaler Turmerker mit Zwiebelhaube an der Mittelfront, historisierende Stilelemente, zweite Hälfte 19. Jahrhundert | D-2-77-111-14 Wikidata  | Wohnhaus                                             |
| Marktplatz 2 (Standort)                                      | Gasthaus Unterwirt                                   | Zweigeschossiger Mansardwalmdachbau in neubarocken Stilelementen, mit Zwerchgiebel und Eckerker, rückwärtiger Gebäudeflügel, 1910 von Franz Zell für Reichsrat Graf von Deym | D-2-77-111-16 Wikidata  | Gasthaus Unterwirt                                   |
| Nähe Bahnhofstraße. an der Kollbachbrücke (Standort)         | Figur eines heiligen Johannes Nepomuk                | 18. Jahrhundert | D-2-77-111-1 Wikidata   | Figur eines heiligen Johannes Nepomuk                |
| Oberer Markt 5 (Standort)                                    | Gasthaus Oberwirt                                    | Zweigeschossiger Bau mit einem traufständigen und einem giebelständigen Flügel, korbbogige Hofeinfahrt, um Mitte 18. Jahrhundert | D-2-77-111-18 Wikidata  | Gasthaus Oberwirt                                    |
| Oberes Schloß 1; Nähe Oberes Schloß; Schloßweiher (Standort) | Oberes Schloss                                       | Ehemaliges Wasserschloss, dreigeschossige unregelmäßige Vierflügelanlage um rechteckigen Innenhof, fünfgeschossiger Turm an der Südostseite, Turm mit Zinnenkranz an der Nordwestseite, 16./17. Jahrhundert Schlosskapelle St. Katharina, zweite Hälfte 15. Jahrhundert und um 1700 Gartenparterre mit brückenartig erhöhtem Zugang Teilweise Ummauerung | D-2-77-111-19 Wikidata  | weitere Bilder                                       |
| Oberes Schloß 2 (Standort)                                   | Wohnhaus                                             | Zweigeschossiger, verputzter Ziegelbau mit befenstertem Kniestock und flachem Satteldach, um Mitte 19. Jahrhundert | D-2-77-111-20 Wikidata  | Wohnhaus                                             |
| Oberes Schloß 3 (Standort)                                   | Ehemaliges Verwaltergebäude des Oberen Schlosses     | Zweigeschossiger Krüppelwalmdachbau mit aufgesetztem Speicherboden, wohl 18. Jahrhundert, erneuert | D-2-77-111-21 Wikidata  | Ehemaliges Verwaltergebäude des Oberen Schlosses     |
| Oberes Schloß 4 (Standort)                                   | Ehemaliger Torbau des Oberen Schlosses               | Zweigeschossiger Satteldachbau, um 1700 | D-2-77-111-22 Wikidata  | Ehemaliger Torbau des Oberen Schlosses               |
| Oberes Schloß 4; Oberes Schloß 8 (Standort)                  | Ehemalige Werkstatt des Oberen Schlosses             | Erdgeschossiger Bau mit hohem Krüppelwalmdach, Rotmarmorstützen an der Nordostseite, 17./18. Jahrhundert | D-2-77-111-25 Wikidata  | Ehemalige Werkstatt des Oberen Schlosses             |
| Oberes Schloß 8 (Standort)                                   | Ehemaliges Wohnhaus und Lager                        | Zweigeschossiger, verputzter Ziegelbau mit Satteldach, um 1700 | D-2-77-111-24 Wikidata  | Ehemaliges Wohnhaus und Lager                        |
| Scheibengasse 2 (Standort)                                   | Wohnhaus                                             | Zweigeschossiger Blockbau mit vorkragendem Satteldach, zum Teil massiv, zweite Hälfte 18. Jahrhundert | D-2-77-111-26 Wikidata  | Wohnhaus                                             |
| Scheibengasse 4 (Standort)                                   | Wohnhaus                                             | Eckfletzhaus, zweigeschossiger Blockbau, giebelseitig verschalt, mit vorkragendem, flach geneigtem Satteldach, wohl erste Hälfte 18. Jahrhundert | D-2-77-111-27 Wikidata  | Wohnhaus                                             |
| Scheibengasse 16 (Standort)                                  | Wohnhaus                                             | Zweigeschossiger und verputzter Ziegelau mit vorkragendem Satteldach auf hohem Kniestock, um Mitte 19. Jahrhundert | D-2-77-111-28 Wikidata  | Wohnhaus                                             |
| Schönauer Straße 2; Herrengaßl 6 (Standort)                  | Katholische Pfarrkirche St. Georg                    | Dreischiffiges basilikales Langhaus, eingezogener Chor und Westturm, spätgotischer Bau, zweite Hälfte 15. Jahrhundert; mit Ausstattung In ummauertem Friedhof Friedhofskapelle mit Dachreiter, neugotisch, zweite Hälfte 19. Jahrhundert; mit Ausstattung Priestergrabstätte, Lourdeskapelle, 1900                                                       | D-2-77-111-29 Wikidata  | weitere Bilder                                       |
| Unterer Markt 1 (Standort)                                   | Wohn- und Geschäftshaus                              | Zweigeschossiger Massivbau in Ecklage, mit Satteldach, im Kern zweite Hälfte 19. Jahrhundert | D-2-77-111-31 Wikidata  | Wohn- und Geschäftshaus                              |
| Unterer Markt 11 (Standort)                                  | Wohnhaus, ehemaliges Hofmarksrichterhaus             | Zweigeschossiger Massivbau mit flachem Satteldach, giebelseitig Wappen der Freiherren von Closen, bezeichnet mit „1625“ | D-2-77-111-33 Wikidata  | Wohnhaus, ehemaliges Hofmarksrichterhaus             |
| Unteres Schloß 1 (Standort)                                  | Unteres Schloss                                      | Barocke zweigeschossige Anlage, hohes Giebeldach zum Marktplatz hin in der Traufseitfront, an den Ecken der Südwestfront zwei dreigeschossige und turmartige Aussprünge mit Zeltdächern, zweite Hälfte 17. Jahrhundert | D-2-77-111-15 Wikidata  | weitere Bilder                                       |
| Vorderer Berg 2 (Standort)                                   | Sogenanntes Alt-Arnstorf-Haus, seit 1968 Stadtmuseum | Zweigeschossiges Eckfletzhaus eines ehemaligen Handwerker- oder Kleinbauernanwesens in Blockbauweise, mit flachem Satteldach, wohl 1759 | D-2-77-111-34 Wikidata  | Sogenanntes Alt-Arnstorf-Haus, seit 1968 Stadtmuseum |

### Blumdorf
| Lage                  | Objekt                               | Beschreibung                                                     | Akten-Nr.              | Bild                                 |
| --------------------- | ------------------------------------ | ---------------------------------------------------------------- | ---------------------- | ------------------------------------ |
| Blumdorf 5 (Standort) | Katholische Filialkirche St. Leopold | Nachgotische Saalkirche mit Dachreiter, um 1620; mit Ausstattung | D-2-77-111-38 Wikidata | Katholische Filialkirche St. Leopold |
| Langäcker (Standort)  | Gemauerter Bildstock                 | In Kapellenform, Mitte 19. Jahrhundert                           | D-2-77-111-39 Wikidata | Gemauerter Bildstock                 |

### Bruckmühle
| Lage                    | Objekt                                    | Beschreibung | Akten-Nr.              | Bild |
| ----------------------- | ----------------------------------------- | --- | ---------------------- | ---- |
| Bruckmühle 1 (Standort) | Firstgedrehtes Stockhaus eines Einödhofes | Mit Blockbau-Obergeschoss, flach geneigtem Satteldach und Traufschrot, bezeichnet 1792, Firstdrehung wohl Mitte 19. Jahrhundert | D-2-77-111-40 Wikidata | BW   |

### Döttenau
| Lage                  | Objekt                        | Beschreibung                                                                 | Akten-Nr.              | Bild |
| --------------------- | ----------------------------- | ---------------------------------------------------------------------------- | ---------------------- | ---- |
| Döttenau 4 (Standort) | Stockhaus eines Vierseithofes | Mit Blockbau-Obergeschoss und Schroten zum Hof, bezeichnet „1795“ und „1797“ | D-2-77-111-42 Wikidata | BW   |

### Döttenberg
| Lage                    | Objekt                              | Beschreibung                                                                                   | Akten-Nr.              | Bild |
| ----------------------- | ----------------------------------- | ---------------------------------------------------------------------------------------------- | ---------------------- | ---- |
| Döttenberg 2 (Standort) | Katholische Filialkirche St. Petrus | Spätgotische Saalkirche, frühes 15. Jahrhundert, Turmoberteil 18. Jahrhundert; mit Ausstattung | D-2-77-111-44 Wikidata | BW   |

### Falkerding
| Lage                    | Objekt                            | Beschreibung | Akten-Nr.               | Bild                              |
| ----------------------- | --------------------------------- | --- | ----------------------- | --------------------------------- |
| Falkerding 3 (Standort) | Wohnstallhaus eines Dreiseithofes | Zweigeschossiger Satteldachbau mit verschaltem Blockbau-Obergeschoss und Traufschrot, erstes Drittel 19. Jahrhundert Scheune mit angebautem Traidkasten in Ständerbohlenbauweise, erstes Drittel 19. Jahrhundert | D-2-77-111-146 Wikidata | Wohnstallhaus eines Dreiseithofes |
| Falkerding 4 (Standort) | Wohnstallhaus                     | Mit Blockbau-Obergeschoss und Traufschrot, erstes Drittel 19. Jahrhundert | D-2-77-111-46 Wikidata  | Wohnstallhaus                     |
| Falkerding 5 (Standort) | Ortskapelle                       | Kleiner Satteldachbau, bezeichnet mit „1934“; mit Ausstattung | D-2-77-111-47 Wikidata  | Ortskapelle                       |

### Grub
| Lage              | Objekt                            | Beschreibung | Akten-Nr.              | Bild |
| ----------------- | --------------------------------- | --- | ---------------------- | ---- |
| Grub 4 (Standort) | Wohnstallhaus eines Dreiseithofes | In Traufstellung, offener Blockbau mit drei profilierten Türstürzen und Schrot, zweite Hälfte 18. Jahrhundert, Dach später | D-2-77-111-50 Wikidata | BW   |

### Hainberg
| Lage                  | Objekt                                          | Beschreibung | Akten-Nr.              | Bild                                            |
| --------------------- | ----------------------------------------------- | --- | ---------------------- | ----------------------------------------------- |
| Hainberg 9 (Standort) | Katholische Filialkirche St. Jakobus der Ältere | Saalkirche, Turmunterbau und Chor im Kern 13. Jahrhundert, Langhaus spätgotisch, Turmoberbau 1764; mit Ausstattung Friedhofsmauer, 18. Jahrhundert | D-2-77-111-51 Wikidata | Katholische Filialkirche St. Jakobus der Ältere |

### Heißenhub
| Lage                   | Objekt          | Beschreibung              | Akten-Nr.              | Bild            |
| ---------------------- | --------------- | ------------------------- | ---------------------- | --------------- |
| Heißenhub 1 (Standort) | Blockbau-Stadel | Ehemals bezeichnet „1726“ | D-2-77-111-52 Wikidata | Blockbau-Stadel |

### Hof
| Lage                                                | Objekt                                     | Beschreibung                                                                                                  | Akten-Nr.              | Bild |
| --------------------------------------------------- | ------------------------------------------ | --- | ---------------------- | ---- |
| Hof 2 (Standort)                                    | Rottaler Wohnstallhaus eines Vierseithofes | Mit Blockbau-Obergeschoss, Doppelschrot und flach geneigtem Satteldach, bezeichnet „1787“                     | D-2-77-111-53 Wikidata | BW   |
| Hof 2, nordostwärts von Hof am Radlsbach (Standort) | Sägemühle                                  | Holzverschalter Satteldachbau mit Blockbau-Teil und unterschlächtigem Wasserradantrieb, Mitte 19. Jahrhundert | D-2-77-111-54 Wikidata | BW   |

### Holzham
| Lage                  | Objekt                              | Beschreibung                                                                                  | Akten-Nr.              | Bild                                |
| --------------------- | ----------------------------------- | --------------------------------------------------------------------------------------------- | ---------------------- | ----------------------------------- |
| Holzham 12 (Standort) | Stockhaus mit Blockbau-Obergeschoss | Zwei Giebelschroten und reicher Bemalung, viertes Viertel 18. Jahrhundert, teilweise erneuert | D-2-77-111-56 Wikidata | Stockhaus mit Blockbau-Obergeschoss |

### Holzmann
| Lage                  | Objekt                                    | Beschreibung                                                                               | Akten-Nr.              | Bild |
| --------------------- | ----------------------------------------- | ------------------------------------------------------------------------------------------ | ---------------------- | ---- |
| Holzmann 1 (Standort) | Wohnstallhaus eines kleinen Vierseithofes | Zweigeschossiger Satteldachbau mit Blockbau-Obergeschoss und Schrot, Mitte 19. Jahrhundert | D-2-77-111-57 Wikidata | BW   |

### Jägerndorf
| Lage                               | Objekt                         | Beschreibung | Akten-Nr.               | Bild                           |
| ---------------------------------- | ------------------------------ | --- | ----------------------- | ------------------------------ |
| Fuchsberger Straße 1 (Standort)    | Wohnhaus                       | Zweigeschossiger und verputzter Ziegelbau mit flach geneigtem Satteldach und verbrettertem Giebel, erste Hälfte 19. Jahrhundert | D-2-77-111-61 Wikidata  | BW                             |
| Sankt-Michael-Straße 6 (Standort)  | Wohnhaus                       | Zweigeschossiger und verputzter Traufseitbau mit Krüppelwalmdach, bezeichnet mit „1805“ | D-2-77-111-62 Wikidata  | Wohnhaus                       |
| Sankt-Michael-Straße 11 (Standort) | Gasthof zum Bräu               | Stattlicher zweigeschossiger Massivbau mit flach geneigtem Satteldach und verschaltem Giebel, Anfang 19. Jahrhundert Stadel, mit Bundwerk, erste Hälfte 19. Jahrhundert Das Anwesen bildet mit der Kirche eine Baugruppe                                 | D-2-77-111-59 Wikidata  | Gasthof zum Bräu               |
| Sankt-Michael-Straße 13 (Standort) | Katholische Kirche St. Michael | Spätgotische Saalkirche mit fünfgeschossigem Westturm, 15./16. Jahrhundert, Bau wohl im 17. Jahrhundert barockisiert; mit Ausstattung Seelenkapelle an der Langhaus-Südseite, 18. Jahrhundert; mit Ausstattung Friedhofsummauerung, wohl 17. Jahrhundert | D-2-77-111-58           | Katholische Kirche St. Michael |
| Sankt-Michael-Straße 19 (Standort) | Ständerbohlenstadel            | Mit flachem Satteldach, erste Hälfte 19. Jahrhundert | D-2-77-111-150 Wikidata | Ständerbohlenstadel            |

### Kattenberg
| Lage                    | Objekt                       | Beschreibung                                                   | Akten-Nr.              | Bild                         |
| ----------------------- | ---------------------------- | -------------------------------------------------------------- | ---------------------- | ---------------------------- |
| Kattenberg 1 (Standort) | Ständerbohlen-Bundwerkstadel | Südflügel eines Vierseithofes, zweites Viertel 19. Jahrhundert | D-2-77-111-63 Wikidata | Ständerbohlen-Bundwerkstadel |

### Kemathen
| Lage                  | Objekt                              | Beschreibung | Akten-Nr.              | Bild                                |
| --------------------- | ----------------------------------- | --- | ---------------------- | ----------------------------------- |
| Kemathen 3 (Standort) | Katholische Filialkirche St. Quirin | Spätgotische Saalkirche mit Westturm, Mitte 15. Jahrhundert, Langhaus barockisiert; mit Ausstattung Friedhofsmauer mit Rundbogenportal auf der Nordseite, 17./18. Jahrhundert | D-2-77-111-64 Wikidata | Katholische Filialkirche St. Quirin |

### Kohlstorf
| Lage                   | Objekt                 | Beschreibung | Akten-Nr.              | Bild                   |
| ---------------------- | ---------------------- | --- | ---------------------- | ---------------------- |
| Kohlstorf 6 (Standort) | Rottaler Wohnstallhaus | Mit Blockbau-Obergeschoss und zwei Schroten, bezeichnet „1774“ Ostflügel mit korbbogigen Einfahrten, Ziegelbau mit flachem Satteldach, 19. Jahrhundert; zugehörig zu Vierseithof | D-2-77-111-66 Wikidata | Rottaler Wohnstallhaus |

### Kolmöd
| Lage                | Objekt      | Beschreibung                                                                                              | Akten-Nr.              | Bild |
| ------------------- | ----------- | --- | ---------------------- | ---- |
| Kolmöd 3 (Standort) | Einfirsthof | Kleinbauernhaus mit Blockbau-Obergeschoss und flach geneigtem Satteldach, zweites Viertel 19. Jahrhundert | D-2-77-111-67 Wikidata | BW   |

### Kornöd
| Lage                | Objekt    | Beschreibung                                                            | Akten-Nr.              | Bild |
| ------------------- | --------- | ----------------------------------------------------------------------- | ---------------------- | ---- |
| Kornöd 2 (Standort) | Stockhaus | Mit Blockbau-Obergeschoss und zwei Giebelschroten, Ende 18. Jahrhundert | D-2-77-111-68 Wikidata | BW   |

### Kühbach
| Lage                 | Objekt                                           | Beschreibung | Akten-Nr.              | Bild                                             |
| -------------------- | ------------------------------------------------ | --- | ---------------------- | ------------------------------------------------ |
| Kühbach 8 (Standort) | Katholische Filialkirche St. Johannes der Täufer | Saalkirche mit Dachreiter, Langhaus im Kern 13. Jahrhundert, Chor erste Hälfte 15. Jahrhundert; mit Ausstattung | D-2-77-111-70 Wikidata | Katholische Filialkirche St. Johannes der Täufer |

### Lampersdorf
| Lage                     | Objekt              | Beschreibung | Akten-Nr.              | Bild |
| ------------------------ | ------------------- | --- | ---------------------- | ---- |
| Lampersdorf 6 (Standort) | Kleiner Dreiseithof | Wohnstallhaus mit Blockbau-Obergeschoss, flach geneigtem Satteldach und Umlaufschrot, zweites Viertel 19. Jahrhundert Zugehörig Traidkasten und Querstadel, gleichzeitig                                                                       | D-2-77-111-72 Wikidata | BW   |
| Lampersdorf 7 (Standort) | Kleiner Dreiseithof | Wohnstallhaus mit Blockbau-Obergeschoss und zwei Giebelschroten, zweites Viertel 19. Jahrhundert Nordflügel, Stadel mit Bundwerkfront Westflügel, geständerter Traidkasten mit Remise, teilweise gemauert Kleiner Blockbaustadel; gleichzeitig | D-2-77-111-73 Wikidata | BW   |

### Lindach am Burgerfeld
| Lage                               | Objekt                              | Beschreibung                                      | Akten-Nr.              | Bild                                |
| ---------------------------------- | ----------------------------------- | ------------------------------------------------- | ---------------------- | ----------------------------------- |
| Lindach am Burgerfeld 1 (Standort) | Taubenkobel in Form eines Schlosses | Bezeichnet „1921“, im Zentrum eines Vierseithofes | D-2-77-111-75 Wikidata | Taubenkobel in Form eines Schlosses |

### Loh
| Lage             | Objekt                         | Beschreibung | Akten-Nr.              | Bild |
| ---------------- | ------------------------------ | --- | ---------------------- | ---- |
| Loh 1 (Standort) | Bauernhaus eines Vierseithofes | Zweigeschossiger Giebelbau mit Blockbau-Obergeschoss, zwei Balusterschroten und flach geneigtem Satteldach, bezeichnet „1769“ | D-2-77-111-76 Wikidata | BW   |

### Mariakirchen
| Lage                                          | Objekt                                    | Beschreibung | Akten-Nr.              | Bild                    |
| --------------------------------------------- | ----------------------------------------- | --- | ---------------------- | ----------------------- |
| In Mariakirchen, auf dem Dorfplatz (Standort) | Brunnen mit Mariensäule                   | Auf Granitsockel, um 1880 | D-2-77-111-85 Wikidata | Brunnen mit Mariensäule |
| In Mariakirchen (Standort)                    | Kriegerdenkmal                            | Steinobelisk auf Sockel mit Inschrifttafeln, Erstaufstellung wohl nach 1870 | D-2-77-111-86 Wikidata | Kriegerdenkmal          |
| Obere Hofmark 3 (Standort)                    | Schlossanlage                             | Wasserschloss, Vierflügelbau mit Ecktürmchen und Torturm, wohl Mitte 16. Jahrhundert, Ende 19. Jahrhundert umgestaltet Steinbrunnen im Innenhof, Anfang 18. Jahrhundert Damm zwischen den teilweise erhaltenen zwei Wassergräben Einfahrts-Torbogen mit beidseitigen Zeltdach-Wachhäuschen, 18. Jahrhundert Stall, langer Satteldachbau, wohl 17./18. Jahrhundert Torbau zum ehemaligen Schlossgarten, mit Walmdach und Bemalungsresten, 18. Jahrhundert Ehemaliger Schlossgarten mit Mauerumgrenzung | D-2-77-111-78 Wikidata | weitere Bilder          |
| Obere Hofmark 11 (Standort)                   | Katholische Pfarrkirche Mariä Himmelfahrt | Spätbarockbau von Niklas Wolf, 1741, Westturm 1756; mit Ausstattung Friedhofsmauer mit aufgesetzten Grabdenkmälern Kruzifix, 19./20. Jahrhundert | D-2-77-111-77          | weitere Bilder          |
| Steingasse 6 (Standort)                       | Ehemaliges Bauernhaus                     | Zweigeschossiger Giebelbau mit offenem Blockbau-Obergeschoss und flach geneigtem Satteldach, um 1800 | D-2-77-111-82 Wikidata | Ehemaliges Bauernhaus   |
| Untere Hofmark 17 (Standort)                  | Bauernhaus                                | Giebelständig mit flach geneigtem Satteldach, Blockbau-Obergeschoss und Traufschrot, bezeichnet mit „1776“ | D-2-77-111-83 Wikidata | Bauernhaus              |
| Untere Hofmark 23 (Standort)                  | Wohnstallhaus                             | Zweigeschossiger Blockbau auf Steinsockel, zum Teil verschalt, traufständig mit Schrot, gemauerter Stallteil, Ende 18. Jahrhundert | D-2-77-111-84 Wikidata | Wohnstallhaus           |

### Mitterhausen
| Lage                       | Objekt                                     | Beschreibung                                                                                     | Akten-Nr.              | Bild                                       |
| -------------------------- | ------------------------------------------ | ------------------------------------------------------------------------------------------------ | ---------------------- | ------------------------------------------ |
| Mitterhausen 7 (Standort)  | Katholische Pfarrkirche St. Stephan        | Im Kern spätgotische Saalkirche von 1503, 1889 gänzlich umgebaut; mit Ausstattung                | D-2-77-111-87 Wikidata | Katholische Pfarrkirche St. Stephan        |
| Mitterhausen 12 (Standort) | Rottaler Wohnstallhaus eines Vierseithofes | Mit zwei Giebelschroten, Blockbau-Obergeschoss und flach geneigtem Satteldach, bezeichnet „1784“ | D-2-77-111-88 Wikidata | Rottaler Wohnstallhaus eines Vierseithofes |

### Neukirchen
| Lage                                  | Objekt                                  | Beschreibung | Akten-Nr.              | Bild                                    |
| ------------------------------------- | --------------------------------------- | --- | ---------------------- | --------------------------------------- |
| Neukirchen 4 (Standort)               | Katholische Expositurkirche Mariä Namen | Spätgotische Saalkirche mit Westturm, 1440 konsekriert, Turmoberteil neugotisch; mit Ausstattung Friedhofsmauer, bezeichnet „1724“ | D-2-77-111-89 Wikidata | Katholische Expositurkirche Mariä Namen |
| Neukirchen 4, am Kirchturm (Standort) | Kriegerdenkmal                          | Inschrifttafeln mit Mariensäule, Haustein, nach 1918                                                                               | D-2-77-111-90 Wikidata | Kriegerdenkmal                          |

### Oberelend
| Lage                   | Objekt                         | Beschreibung | Akten-Nr.              | Bild                           |
| ---------------------- | ------------------------------ | --- | ---------------------- | ------------------------------ |
| Oberelend 4 (Standort) | Bauernhaus eines Vierseithofes | Zweigeschossiger, massiver Walmdachbau mit profiliertem Trauf- und Gurtgesims, Mitte 19. Jahrhundert; angrenzender Stallflügel mit Traufgesims, im Kern wohl noch 18. Jahrhundert | D-2-77-111-92 Wikidata | Bauernhaus eines Vierseithofes |

### Oberreut
| Lage                  | Objekt                            | Beschreibung | Akten-Nr.              | Bild |
| --------------------- | --------------------------------- | --- | ---------------------- | ---- |
| Oberreut 1 (Standort) | Wohnstallhaus eines Vierseithofes | Zweigeschossiger Satteldachbau mit massivem Stallteil, teilweise verbrettertem Blockbau-Obergeschoss und Traufschrot, Ende 18. Jahrhundert | D-2-77-111-93 Wikidata | BW   |

### Qualn
| Lage                  | Objekt     | Beschreibung                            | Akten-Nr.              | Bild |
| --------------------- | ---------- | --------------------------------------- | ---------------------- | ---- |
| Nähe Qualn (Standort) | Hofkapelle | Mit Dachreiter, neugotisch, erbaut 1906 | D-2-77-111-95 Wikidata | BW   |

### Ried
| Lage              | Objekt                   | Beschreibung | Akten-Nr.               | Bild                     |
| ----------------- | ------------------------ | --- | ----------------------- | ------------------------ |
| Ried 1 (Standort) | Firstgedrehtes Stockhaus | Mit Blockbau-Obergeschoss und Schrot, im Kern zweite Hälfte 18. Jahrhundert und zweite Hälfte 19. Jahrhundert Ständerbohlenstadel, erste Hälfte 19. Jahrhundert | D-2-77-111-100 Wikidata | Firstgedrehtes Stockhaus |
| Ried 3 (Standort) | Wohnstallhaus            | Zweigeschossiger Blockbau, teilweise gemauert, bezeichnet „1740“, Firstdrehung mit Blockbau-Giebel und Traufschrot, zweite Hälfte 19. Jahrhundert Ständerbohlenstadel und Traidkasten (Blockbau), erste Hälfte 19. Jahrhundert Waschhaus in Ziegelbauweise, 19. Jahrhundert | D-2-77-111-98 Wikidata  | Wohnstallhaus            |

### Ruppertskirchen
| Lage                            | Objekt                               | Beschreibung                                                                                   | Akten-Nr.               | Bild                                 |
| ------------------------------- | ------------------------------------ | ---------------------------------------------------------------------------------------------- | ----------------------- | ------------------------------------ |
| Peter-Huber-Straße 4 (Standort) | Katholische Filialkirche St. Ruppert | Spätromanische Saalkirche mit eingezogenem Chor und Westturm, 13. Jahrhundert; mit Ausstattung | D-2-77-111-101 Wikidata | Katholische Filialkirche St. Ruppert |

### Salksdorf
| Lage                      | Objekt                                | Beschreibung | Akten-Nr.               | Bild |
| ------------------------- | ------------------------------------- | --- | ----------------------- | ---- |
| Nähe Salksdorf (Standort) | Stadel eines abgegangenen Bauernhofes | Ständerbohlenbau mit reichem Gitterbundwerk, erstes Drittel 19. Jahrhundert                                                                    | D-2-77-111-104 Wikidata | BW   |
| Salksdorf 5 (Standort)    | Bauernhaus eines Vierseithofes        | Mit Blockbau-Obergeschoss und Schrot, erste Hälfte 19. Jahrhundert Stadel mit kraftvollem Ständerbohlen-Bundwerk, im Kern Ende 18. Jahrhundert | D-2-77-111-103 Wikidata | BW   |

### Sattlern
| Lage                   | Objekt                                | Beschreibung | Akten-Nr.               | Bild |
| ---------------------- | ------------------------------------- | --- | ----------------------- | ---- |
| Sattlern 11 (Standort) | Wohnstallhaus                         | Mit Blockbau-Obergeschoss, Traufschrot und flachem Satteldach, wohl zweites Viertel 19. Jahrhundert                                                             | D-2-77-111-105 Wikidata | BW   |
| Sattlern 12 (Standort) | Kleinbauernhaus                       | Mitterstallbau, zweigeschossiger Blockbau, ehemaliger Stallteil gemauert, Stadelteil verschalt, im Kern Anfang 19. Jahrhundert, mittelsteiles Satteldach später | D-2-77-111-106 Wikidata | BW   |
| Sattlern 17 (Standort) | Stadel eines ehemaligen Vierseithofes | Ständerriegelbau, teilweise verschalt, 1792 | D-2-77-111-107 Wikidata | BW   |
| Sattlern 19 (Standort) | Bauernhaus                            | Mit Blockbau-Obergeschoss, Traufschrot und mittelsteilem Giebel, nach Mitte 19. Jahrhundert, im Kern älter                                                      | D-2-77-111-108 Wikidata | BW   |

### Schachten
| Lage                   | Objekt | Beschreibung                                                     | Akten-Nr.               | Bild |
| ---------------------- | ------ | ---------------------------------------------------------------- | ----------------------- | ---- |
| Schachten 2 (Standort) | Stadel | Südflügel der Hofanlage, Ständerbohlenbau, Mitte 19. Jahrhundert | D-2-77-111-110 Wikidata | BW   |

### Schleeburg
| Lage                    | Objekt                                    | Beschreibung | Akten-Nr.               | Bild                                      |
| ----------------------- | ----------------------------------------- | --- | ----------------------- | ----------------------------------------- |
| Schleeburg (Standort)   | Kreuzweganlage                            | Nach jeweils 12 Stufen beiderseits je eine Station, 19./20. Jahrhundert Auf halber Höhe Ölbergkapelle, im Kern barock; mit Ausstattung Gegenüber große Kapelle mit drei Altarkonchen, wohl zweite Hälfte 18. Jahrhundert Oben Kalvarienberg mit gusseiserner Kreuzgruppe, drittes Viertel 19. Jahrhundert; südostwärts der Kirche am Hang | D-2-77-111-113 Wikidata | Kreuzweganlage                            |
| Schleeburg 2 (Standort) | Katholische Wallfahrtskirche Maria Schnee | Saalkirche mit viergeschossigem Westturm, geweiht 1751; mit Ausstattung | D-2-77-111-112 Wikidata | Katholische Wallfahrtskirche Maria Schnee |

### Sendlmeier
| Lage                                                        | Objekt        | Beschreibung                                                                   | Akten-Nr.               | Bild          |
| ----------------------------------------------------------- | ------------- | ------------------------------------------------------------------------------ | ----------------------- | ------------- |
| Sendlmeier 1 (Standort)                                     | Hofkapelle    | Zugehörig zu Vierseithof, neugotischer Bau, bezeichnet „1893“; mit Ausstattung | D-2-77-111-122 Wikidata | Hofkapelle    |
| Sendlmeier 1, am Wagenschuppen des Vierseithofes (Standort) | Figurengruppe | Gefasstes Holz, heiliger Achatius, spätgotisch, und zwei Engel, Renaissance    | D-2-77-111-121 Wikidata | Figurengruppe |

### Siegerstorf
| Lage                     | Objekt                            | Beschreibung | Akten-Nr.               | Bild                              |
| ------------------------ | --------------------------------- | --- | ----------------------- | --------------------------------- |
| Siegerstorf 3 (Standort) | Wohnstallhaus eines Vierseithofes | Mit Blockbau-Obergeschoss und traufseitigem Schrot, Anfang 19. Jahrhundert Stadel in Ständerbohlenbauweise, Ende 18. Jahrhundert | D-2-77-111-117 Wikidata | Wohnstallhaus eines Vierseithofes |

### Steindorf
| Lage                   | Objekt                                  | Beschreibung                                                                                | Akten-Nr.               | Bild                                    |
| ---------------------- | --------------------------------------- | ------------------------------------------------------------------------------------------- | ----------------------- | --------------------------------------- |
| Steindorf 1 (Standort) | Katholische Filialkirche St. Pankratius | Barocke Saalkirche mit halbrunder Altarapsis, erste Hälfte 18. Jahrhundert; mit Ausstattung | D-2-77-111-120 Wikidata | Katholische Filialkirche St. Pankratius |

### Stockahausen
| Lage                      | Objekt                            | Beschreibung                                                 | Akten-Nr.               | Bild                              |
| ------------------------- | --------------------------------- | ------------------------------------------------------------ | ----------------------- | --------------------------------- |
| Stockahausen 6 (Standort) | Katholische Bruder-Konrad-Kapelle | Mit Westturm, zweite Hälfte 19. Jahrhundert; mit Ausstattung | D-2-77-111-123 Wikidata | Katholische Bruder-Konrad-Kapelle |

### Thalhausen
| Lage                    | Objekt                                              | Beschreibung | Akten-Nr.               | Bild |
| ----------------------- | --------------------------------------------------- | --- | ----------------------- | ---- |
| Thalhausen 3 (Standort) | Blockbau-Obergeschoss eines ehemaligen Bauernhauses | Ende 18. Jahrhundert, 1999 von Heft 3 (Markt Aidenbach, Landkreis Passau) hierher transloziert und über modernem Erdgeschoss wiedererrichtet | D-2-77-111-144 Wikidata | BW   |

### Triefelden
| Lage                    | Objekt                   | Beschreibung                                                                                       | Akten-Nr.               | Bild                     |
| ----------------------- | ------------------------ | -------------------------------------------------------------------------------------------------- | ----------------------- | ------------------------ |
| Triefelden 2 (Standort) | Wegkapelle               | Dreikonchenanlage aus Backstein mit Dachreiter, bezeichnet „1897“; mit Ausstattung                 | D-2-77-111-125 Wikidata | Wegkapelle               |
| Triefelden 2 (Standort) | Ehemaliges Mühlenanwesen | Zweigeschossiger Massivbau mit Zeltdach auf quadratischem Grundriss, zweite Hälfte 18. Jahrhundert | D-2-77-111-124 Wikidata | Ehemaliges Mühlenanwesen |

### Unterreut
| Lage         | Objekt                            | Beschreibung | Akten-Nr.              | Bild |
| ------------ | --------------------------------- | --- | ---------------------- | ---- |
| 1 (Standort) | Wohnstallhaus eines Vierseithofes | Mit Blockbau-Obergeschoss und flach geneigtem Satteldach, im Kern Ende 18. Jahrhundert; Ständerbohlenstadel, erste Hälfte 19. Jahrhundert | D-2-77-111-96 Wikidata | BW   |

### Volkstorf
| Lage                   | Objekt          | Beschreibung           | Akten-Nr.               | Bild            |
| ---------------------- | --------------- | ---------------------- | ----------------------- | --------------- |
| Volkstorf 1 (Standort) | Blockbau-Stadel | Anfang 19. Jahrhundert | D-2-77-111-129 Wikidata | Blockbau-Stadel |

### Wabach
| Lage                | Objekt               | Beschreibung                                             | Akten-Nr.               | Bild |
| ------------------- | -------------------- | -------------------------------------------------------- | ----------------------- | ---- |
| Wabach 4 (Standort) | Ständerbohlen-Stadel | Südflügel der Hofanlage, zweites Viertel 19. Jahrhundert | D-2-77-111-130 Wikidata | BW   |

### Westerndorf
| Lage                      | Objekt                                  | Beschreibung | Akten-Nr.               | Bild                                    |
| ------------------------- | --------------------------------------- | --- | ----------------------- | --------------------------------------- |
| In Westerndorf (Standort) | Katholische Marienkapelle               | Mit kleinem Turm in der Mittelachse, Mitte 19. Jahrhundert; mit Ausstattung | D-2-77-111-133 Wikidata | Katholische Marienkapelle               |
| Westerndorf 1 (Standort)  | Rottaler Bauernhaus eines Vierseithofes | Mit flach geneigtem Satteldach und Blockbau-Obergeschoss, 1854 Nordflügel, Blankziegelbau mit rundbogiger Toreinfahrt, wohl ehemalige Stallungen und Tenne, zweite Hälfte 19. Jahrhundert | D-2-77-111-132 Wikidata | Rottaler Bauernhaus eines Vierseithofes |

### Zankl
| Lage               | Objekt                            | Beschreibung | Akten-Nr.               | Bild |
| ------------------ | --------------------------------- | --- | ----------------------- | ---- |
| Zankl 2 (Standort) | Wohnstallhaus eines Vierseithofes | Typ des Halbstockhauses, zum Teil Blockbau mit flachem einhüftigem Satteldach, im Kern zweite Hälfte 18. Jahrhundert | D-2-77-111-134 Wikidata | BW   |

### Zeilling
| Lage                  | Objekt                        | Beschreibung | Akten-Nr.               | Bild |
| --------------------- | ----------------------------- | --- | ----------------------- | ---- |
| Zeilling 1 (Standort) | Stockhaus eines Vierseithofes | Mit Blockbau-Obergeschoss, Doppelschrot mit Brettbalustern zum Hof, Eselsbretter, um 1820/30 Bundwerkstadel mit bemaltem Stadeltor und integrierter Pforte, bezeichnet „1832“ | D-2-77-111-135 Wikidata | BW   |

### Zenzlhub
| Lage                  | Objekt                | Beschreibung | Akten-Nr.               | Bild |
| --------------------- | --------------------- | --- | ----------------------- | ---- |
| Zenzlhub 2 (Standort) | Ehemaliges Bauernhaus | Zweigeschossiger Blockbau mit Traufschrot, frühes 19. Jahrhundert, 2001/2002 von Bachhausen 7 (Lkr. Dingolfing-Landau) hierher transferiert, an der Ostseite um zwei Fensterachsen verlängert Ehemaliger Traidkasten, geständerter Blockbau, erste Hälfte 19. Jahrhundert, 2008 von Loh 2 (Lkr. Passau) hierher transferiert. | D-2-77-111-145 Wikidata | BW   |

### Zwilling
| Lage                  | Objekt            | Beschreibung               | Akten-Nr.               | Bild |
| --------------------- | ----------------- | -------------------------- | ----------------------- | ---- |
| Zwilling 8 (Standort) | Kleine Wegkapelle | Nach Mitte 19. Jahrhundert | D-2-77-111-137 Wikidata | BW   |

## Ehemalige Baudenkmäler
In diesem Abschnitt sind Objekte aufgeführt, die früher einmal in der Denkmalliste eingetragen waren, jetzt aber nicht mehr. Objekte, die in anderem Zusammenhang also z. B. als Teil eines Baudenkmals weiter eingetragen sind, sollen hier nicht aufgeführt werden. Aktennummern in diesem Abschnitt sind ehemalige, jetzt nicht mehr gültige Aktennummern.

| Lage                           | Objekt           | Beschreibung                                                                | Akten-Nr.              | Bild          |
| ------------------------------ | ---------------- | --------------------------------------------------------------------------- | ---------------------- | ------------- |
| Döttenau Döttenau 5 (Standort) | Zugehörig Stadel | In Ständerbau mit Blockbauteil (Traidkasten), zweite Hälfte 18. Jahrhundert | D-2-77-111-43 Wikidata | BW            |
| Puch Puch 3 (Standort)         | Wohnstallhaus    | Giebelfeld und Kniestock in Blockbau, hofseitiger Schrot, bezeichnet „1838“ | D-2-77-111-94 Wikidata | Wohnstallhaus |

## Abgegangene Baudenkmäler
In diesem Abschnitt sind Objekte aufgeführt, die früher einmal in der Denkmalliste eingetragen waren, jetzt aber nicht mehr existieren, z. B. weil sie abgebrochen wurden. Aktennummern in diesem Abschnitt sind ehemalige, jetzt nicht mehr gültige Aktennummern.

| Lage                                             | Objekt                     | Beschreibung | Akten-Nr.               | Bild                       |
| ------------------------------------------------ | -------------------------- | --- | ----------------------- | -------------------------- |
| Ruppertskirchen Peter-Huber-Straße 10 (Standort) | Holzfigur heiliger Florian | Gefasst, Mitte 18. Jahrhundert. Die Holzfigur wurde während der Gebäuderenovierung an Unbekannt verkauft.                                              | D-2-77-111-102 Wikidata | Holzfigur heiliger Florian |
| Stockahausen Stockahausen 4 (Standort)           | Ehemaliges Wohnstallhaus   | Zweigeschossiger, verputzter Blockbau mit späterem Dach, Traufschrot, Giebel verbrettert mit integrierter Laube, im Kern zweite Hälfte 18. Jahrhundert | D-2-77-111-143 Wikidata | Ehemaliges Wohnstallhaus   |